# どさんこワイド
『どさんこワイド』は、1991年10月7日から札幌テレビ放送で放送されているローカルワイド番組のシリーズ。2009年以降は『どさんこワイド179』（-イチナナキュウ）として放送されている。

## 概要
笹原嘉弘が初代プロデューサーとして「生放送・双方向・得する情報」のコンセプトを考案し「地方局が信頼されるにはニュースが大切」の考えとともにニュースを基本に生活情報を加えた構成を基本として、夕方のローカル情報ワイド番組の先駆けとして開始。その後中継機材の小型化やスマートフォンによるクイズ解答など放送技術の進展により番組のライブ感や双方向性を高めて現在に至っている。番組内では数字部分を省略しSTVどさんこワイドとアナウンスされることが多い。タイトルロゴは番組開始当初から2016年9月30日まで基本的なデザインを変更することなく使用していたが、2016年10月3日の放送から2代目となる現行のタイトルロゴとなっている。

## 番組名の変遷
- 1991年10月7日[2] - 1993年9月30日[3]：どさんこワイド120 - 番組放送時間が17時からの2時間（120分）であることに由来する[4]。
- 1993年10月1日[5] - 2004年11月30日：どさんこワイド212 - 放送時間拡大に合わせ、北海道にちなんだ数字として当時の道内の市町村数を冠した[4]。
- 2004年12月1日[6] - 2005年3月31日：どさんこワイド208 - 北海道内の平成の大合併第一号となる函館市ほか5市町村の合併に合わせ番組コンセプト「今を伝える」に則って市町村合併の成立に応じて随時改題する方針とし[6]、以降2006年3月までの1年4ヶ月間北海道内の市町村合併成立に合わせ短期間で数字部分の改名が繰り返された。
- 2005年4月1日 - 8月31日：どさんこワイド207
- 2005年9月1日 - 10月2日：どさんこワイド204
- 2005年10月3日 - 10月10日（8日間）：どさんこワイド198
- 2005年10月11日 - 2006年1月31日：どさんこワイド196
- 2006年2月1日 - 2月5日（5日間）：どさんこワイド195
- 2006年2月6日 - 2月28日：どさんこワイド194
- 2006年3月1日 - 3月3日（3日間）：どさんこワイド192
- 2006年3月6日 - 3月17日：どさんこワイド189
- 2006年3月20日 - 3月24日（5日間）：どさんこワイド188
- 2006年3月27日 - 3月30日（4日間）：どさんこワイド182
- 2006年3月31日 - 2009年10月2日：どさんこワイド180
- 2009年10月5日 - 現在：どさんこワイド179 - 現時点で道内最後の市町村合併となる上湧別町と湧別町の合併により市町村数が179になったことにより現番組名となる。

## 沿革
- 1990年12月31日 - 番組の布石となる特別番組「明石・洋二のいろいろあって大晦日」を16:00からの二時間枠で放送[7]。
- 1991年
  - 9月16日 - 敬老の日特番として「どさんこワイド120」を17時台に放送[8]。
  - 10月7日 - 17時から2時間の大型情報番組として「どさんこワイド120」がスタート。ニュース情報センター「Dテラス」運用開始前まで使われていたニューススタジオ（Nスタジオ）からの放送となる。ニュースは報道フロアからの放送が中心だった。
- 1992年
  - 6月 - 第1回YOSAKOIソーラン祭りに演舞チームとして参加し、準大賞を獲得。
  - 7月26日（27日未明） - 第16回参議院議員通常選挙に伴い北海道内の選挙特番として「どさんこ緊急増刊号」開始。
- 1993年
  - 10月1日 - 14時台に放送されていた「ちょっと、和久井の2時ですよ」のテレビショッピングを含む各コーナーを統合し、番組が15時50分放送開始に変更。これに伴い、タイトルの数字を従来の放送時間だった「120」から当時の北海道の市町村の数だった「212」に改め、「どさんこワイド212」に変更（「212」の由来については「ちょっと和久井の2時ですよ」と「どさんこワイド120」をつなげたという説もある）。以降、末尾の数字が市町村合併が行われる度に変動することとなる（#番組名の変遷参照）。使用スタジオはニュースコーナーを除き現在のTスタジオに変更した。
    - この背景には、ライバル局の北海道放送（HBC）が「スーパーワイド」と「HBCゆうやけワイド・テレビ一番星」の5時間（14:00 - 19:00）生放送を立ち上げる事を決めたためと言われておりHBCに対抗すべく「THE ワイド」と本番組に加えて「NNN昼のニュース｣と「午後は○○おもいッきりテレビ」を含めた7時間半（11:30 - 19:00）の生放送編成を行うことになった。
- 1995年4月 - 「どさんこゴールデン」（月1回木曜19:00 - 19:54）開始（1998年9月終了）。
- 1997年10月27日 - 最高視聴率26.2%を記録[9]。
- 2000年
  - 2月 - 日本テレビの番組「とんねるずの生でダラダラいかせて!!」の木梨憲武メインのコーナー「生ダラアナウンス学院」に出演した一般女子学生がリポーターとして出演、本来はCM明けにスタジオ振りし始まる予定だったが、スタジオが停電になったために急遽リポートから始まった。スタジオの停電は番組初のハプニングだった。生ダラのロケで使っていた照明で一部照らした。
  - 9月 - 初代 女性キャスターの谷口祐子が卒業。
- 2000年10月 - 2代目 女性キャスター中島静佳（STVアナウンサー（当時））と、街角担当として福永俊介が加入。
- 2001年
  - 2月5日 - BS日テレで初の全国放送を実施（18時台のニュースを除く）。翌6日から開催された「さっぽろ雪まつり」の特集がメインで、大通公園上空のヘリ中継や、スタジオには桂三枝（現・六代目桂文枝）がゲストで招かれるなど、道外視聴者を意識した作りになっていた。また、視聴者プレゼントの当選者には岩手県盛岡市からの応募者が入っていた。現在のところ、全国放送は過去1度のみである。
    - CMは、BS日テレではSTVアナウンサーによる北海道の紹介VTRに差し替えられたが、一部では「石屋製菓」（白い恋人）や「札幌海鮮丸」（北海道の宅配寿司チェーン）、大泉洋出演の「林屋製茶」のCMなど道内ローカルCMも流された。

  - 3月 - 熊坂伸広キャスターが卒業。
  - 4月 - 2代目ニュースキャスターとして、春日和彦キャスターが加入。
  - 9月 - 放送開始10周年を迎える。
- 2002年 - 星澤幸子が担当のコーナー「奥様ここでもう一品」が「同じ人物が出演して最も長く続いている料理番組」としてギネス世界記録に認定。
- 2004年
  - 3月 - 中島静佳が当番組を卒業。STVを退社。
  - 4月 - 3代目 女性キャスターの高山幸代が加入。
- 2006年
  - 9月 - 高山幸代と春日和彦キャスターが卒業。
  - 10月2日 - 福永俊介がメインキャスターに昇格。4代目 女性キャスターとして、近藤麻智子（月 - 水）と寺田あやこ（木・金）、ニュースキャスターに和久井薫、街角担当に岡崎和久が加入。
- 2007年
  - 9月 - 「2時のワイドショー」開始以来続いていた「ベストショッピング」を終了。
  - 10月1日 - 「17年目突入」の記念スペシャルとして14:55から1時間繰り上げ放送された。
  - 10月2日 - この日から放送開始時間が15:48に繰り上がる。
- 2008年
  - 7月15日 - この年入社した松下ゆきこ、西森ちほ、山藤みちがJR札幌駅南口で初鳴き。3人は後に街角担当となる。
  - 10月6日 - 松下ゆきこが加わり、岡崎とコンビで街角担当となる。同番組プロデュースの連続テレビドラマ「桃山おにぎり店」（下記参照）がスタート（全10回、17日まで放送）。
- 2009年
  - 3月18日 - 木村洋二が体調不良の為、長期休養へ入ったと発表。
  - 3月26日 - 近藤麻智子が卒業。この5日後付でSTVを退社。
  - 3月27日 - この日『朝6生ワイド』を卒業した急式裕美が中継で初登場。
  - 3月30日 - 5代目 女性キャスターとして急式裕美が正式に加入。オープニングとジャンクションが一新。
  - 4月7日 - 17時台の「奥さん!お絵かきですよ!」に加え、16時台に視聴者の主婦が参加するコーナー「奥様旬感! 当てたら万!」がスタート。
  - 6月5日 - 長期休養していた木村洋二が復帰。
  - 9月28日 - 「-当てたら万!」が「-お絵かきですよ!」同様、賞金が積み立て方式となる。
- 2010年3月22日 - 「どさんこワイド」の前に放送している「情報ライブ ミヤネ屋」がよみうりテレビ、中京テレビ、広島テレビは全国ネット2周年記念として、この週は16:53まで放送時間を拡大。その中で各地の情報番組と中継で繋いで放送する企画を実施。「どさんこワイド」が登場。道内では通常通り15:48で「ミヤネ屋」が終わり、「どさんこワイド」開始直後に「ミヤネ屋」を再び放送した。
  - 3月25日 - 松下ゆきこが卒業。29日より「朝6生ワイド」で月・火・水曜の天気コーナー担当となる。
  - 3月26日 - 1991年の番組開始当初から続いていた「どうあん先生の健康百科」が終了。寺田あやこが卒業、この5日後の3月31日にSTVを退社。放送終了間際、街角に29日から担当する西森ちほと山藤みちが登場。
  - 3月29日 - 西森ちほと山藤みちが正式に初登場。
  - 4月2日 - 同番組プロデュースの連続テレビドラマ第2弾『アキの家族』（下記参照）がスタート（毎週金曜全3回、16日まで放送）。
  - 12月9日 - 札幌ドームで行われた「北海道日本ハムファイターズ・斎藤佑樹入団記者会見」の模様を生中継するため、当番組を14:55からの放送に拡大した。
- 2011年
  - 3月25日 - 明石英一郎が3月28日に開始となる朝の姉妹番組『どさんこワイド!!朝!』を担当することになったため、この日を以て卒業。
  - 3月28日 - 森中慎也アナウンサーがニュースキャスターとして、小出朗アナウンサーが街角担当キャスターとして担当。
  - 4月4日 - 番組開始から20周年を記念して、この日から4月8日までの1週間は放送時間が従来の開始時間より約1時間繰り上がり、拡大スペシャルとして14:55からの放送となる。これにより、拡大スペシャル期間中「情報ライブ ミヤネ屋」は第1部終了で飛び降りとなる。
  - 7月8日 - 番組開始20周年を記念して『どさんこワイド!!朝!』、『どさんこワイドひる』と連動で「どさんこ函館スペシャル」と銘打った拡大スペシャルとして14:55からの放送。クイズコーナーも含めて全編函館市からの生中継を送る構成となっている（ニュースコーナーのみ札幌からの放送）。どさんこワイド各番組のキャスター陣が総動員で出演。14:55からの開始により、「情報ライブ ミヤネ屋」は第1部終了で飛び降りとなる。
  - 10月3日 - 岡崎和久アナウンサーがメインキャスターに昇格。この日から4日間、20周年記念としてこれまで街角を担当してきた歴代キャスターが街角を担当している小出朗アナウンサーとコンビを組んで登場した（3日 - 木村洋二、4日 - 明石英一郎、5日 - 福永俊介、6日 - 岡崎和久）。
  - 10月7日 - 7月の函館キャラバンと同様に朝・昼と連動で「ぞっこん!ほっかいどう 十勝キャラバン」を14:55から1時間拡大して放送。ニュースを除きすべて帯広市からの生中継を行った。
  - 12月28日 - 生放送情報番組初となる地上デジタル放送でのマルチ・2チャンネル同時放送。14時55分から15時48分30秒まで通常の051chでの放送のほか052chを使用して中継の裏側の様子を中心にした内容を放送[10]。なおマルチ・2チャンネル放送は「ぞっこん!ファイターズ」野球中継などでは既に使用している。
- 2012年
  - 3月30日 - 和久井薫、西森ちほ、山藤みち、小出朗が卒業。西森は退社、和久井、山藤、小出は他番組へ異動。
  - 4月2日 - アシスタントに八木菜摘が加わる。
  - 9月28日 - 森中慎也と日本気象協会気象予報士の大久保智子[11] が卒業。
  - 10月1日 - 宮永真幸がニュース・キャスターとして、大家彩香と松原江里佳が街角担当キャスターとしてそれぞれレギュラー出演開始。
  - 10月8日 - 気象予報士の岡本肇が加わる。
- 2013年
  - 3月28日 - ヤン坊マー坊天気予報が終了。
  - 4月1日 - この日から、STVと同じ日本テレビ系列の読売テレビが幹事局を務める企画ネット形式の箱番組「めばえ」の北海道版を制作するとともに、月 - 金曜日の18:55頃に放送（2014年3月28日終了）。
- 2014年
  - 9月29日 - 「奥さんお絵かきですよ!」公式スマートフォンアプリ開始、アプリを通じての視聴者連動プレゼントを開始。
- 2015年
  - 2月5日 - 放送回数6000回を達成。
  - 5月4日 - サッポロファクトリーから公開生放送。
  - 9月 - 村雨美紀と大慈弥レイと木戸聡彦が加入。
- 2016年
  - 2月 - 体調不良のため、木村洋二が再び休養となる。
  - 3月 - 大慈弥レイが卒業。
  - 4月 - 神谷誠が加入。
  - 10月3日 - タイトルロゴとスタジオセットを一新。（「朝!」も同日に一新）
  - 10月7日 - 番組開始25周年を迎えた。
  - 10月12日 - 番組スマートフォンアプリ「どさんこアプリ」の提供を開始[12]。
- 2017年10月26日 - 体調不良で休業していた木村洋二が復帰。
- 2018年
  - 8月13日 - 「奥さんお絵かきですよ」のスピンオフコーナー「旦那さんお絵かきですよ」に池添謙一、勝浦正樹（JRA騎手）が一般人を装い出演。抽選を突破した池添は丸山元気を解答者に指名し電話をかけたが、出演者は誰も素性に気づかなかった。なお勝浦は翌日と翌々日も出演したが抽選漏れしている[13]。
  - 12月27日 - 放送回数7000回を達成。
- 2020年
  - 2月24日 - 2019新型コロナウイルスに伴い札幌駅前中継並びにゲーム企画「奥さんお絵かきですよ!」「アプリで投票!どさんこランキング!」を休止。駅前コーナーの天気予報「空のごきげん」はSTV本社前、告知コーナー「街角30秒勝負」は本社1階STVホールロビーから実施。
  - 4月5日 - 「どさんこワイドにちようび」（日曜12:35 - 13:30）を開始。過去一週間の本番組並びに「どさんこワイド朝」で放送された主要内容のダイジェストを取り上げる。
  - 9月25日 - 急式裕美が番組を卒業。
  - 10月7日 - 明石がリポーターとして復帰。久保明日香が加入。
- 2021年
  - 10月3日 - 「どさんこワイド 30周年!感謝月間開幕スペシャル」として日曜 12:35 - 14:00に札幌ドームから生放送。同日札幌ドームで開催のプロ野球北海道日本ハムファイターズ-埼玉西武ライオンズ戦にてコラボレーション企画を実施し始球式を福永俊介・スタメン発表アナウンスを佐々木美波が担当、スペシャル後続の試合中継では番組出演アナウンサー6名が副音声出演しCM前後にはどさんこワイド内でのファイターズ関係者の出演した名場面も取り上げられた。
  - 10月7日 - 番組30周年記念特別番組「これまでも これからも 北海道にありがとう! どさんこワイド30周年スペシャル」を放送[14]。16・17時台にSTVホールからの公開生放送を行い[14]、3DCG合成による歴代のスタジオセットの再現、初代キャスター陣を務めた谷口祐子・木村洋二・明石英一郎・熊坂伸広のゲスト出演、過去の名場面や取材者の現況取材、10月25日から29日の「30周年恩返しキャラバン中継」の中継先市町村抽選会、札幌駅南口の風景を合成して抽選で選ばれた観客を出題者に迎えての「30周年お絵かきですよ」、大倉山ジャンプ競技場からの記念打ち上げ花火を展開。また公開放送後18時台のニュースパートでは番組開始以来30年間の主な北海道のニュースを振り返る特集を展開した。
- 2022年
  - 4月4日 - 料理コーナー「奥様ここでもう一品」を「どさんこ☆キッチン」にリニューアル[15]。
  - 9月30日 - 久保明日香が番組卒業。
  - 10月3日 - フィールドキャスターとして西尾優希が加入[16]。
  - 10月10日 - 2年8か月ぶりに札幌駅前からの街頭パートを実施。
- 2023年
  - 1月11日 - 放送回数8000回達成[17]。
  - 4月8日 - 姉妹番組「どさんこWEEKEND」（土曜 11:55 - 13:00）を開始。本番組と異なり事前収録。
- 2024年
  - 3月29日 - 木戸聡彦が番組卒業。
  - 4月1日 - リポーターとして、宮崎愛瑠と油野純帆が加入。
- 2025年
  - 4月1日 - 蔦谷好位置作曲による新テーマ曲「do-sunlight」の使用を開始[1]。

## 番組内容
北海道の最新ニュースや天気予報に加え、生活に役立つ情報や料理コーナーで構成されている。
番組内で使われる全国ニュースの映像は、かつて、news every.以外は「日テレNEWS24」のCS向けの映像を使用していた。また、番組中にニュース速報・交通情報・気象警報・地震情報が入った場合は基本的には速報テロップを画面下（通常放送時では画面上）に表示し、スタジオから伝える形をとっていた。現在では通常放送時と同様の方法をとっている。
以前は18時16分からの北海道内のニュースについては、深夜に日テレNEWS24の「ウォッチ・ザ・にっぽん列島」でも全国放送していた（BS日テレでは当初4:3標準画質のアップコンバートで放送していたが、中継回線の変更に伴い2006年9月26日からは16:9のハイビジョン画質で放送されている。現在はBSでの放送は行われていないが、日テレNEWS24のチャンネル自体そのものがハイビジョン制作となっている）。「ヤン坊マー坊天気予報」は北海道ではこの番組内で放送されている。また、ニュースコーナーでは月1回同時手話通訳放送を実施している（夕方のニュースで手話通訳放送を行っているのは青森放送の「RABニュースレーダー」〈毎月最終金曜のみ〉と当番組のみ）。
放送時間は15時48分から19時までの3時間12分で、それまで最長だった「ほくほくテレビ」（NHK札幌放送局）が2005年10月3日から原則として17時10分 - 19時の放送となったため、本番組が夕方の情報番組・報道番組としては全道一の時間番組に返り咲いた。ただし、2005年10月の改編で放送時間を1時間拡大した北海道テレビ（HTB）の「イチオシ!」（現・イチオシ!!）は3時間10分となり、さらに2006年7月3日からは15時45分放送開始となったため、全道一の放送時間は同番組に明け渡されることになった。その後、北海道放送の「今日ドキッ!」の放送時間が15時44分開始となり、最長となったが、2020年10月に「今日ドキッ!」が15時49分開始となったため、2022年12月、現在「イチオシ!!」が最長の放送時間となっている。
2007年9月28日で前時間帯番組「THE ワイド」（日本テレビ・読売テレビ制作）が終了し、ローカルセールス枠になる事から開始時間を繰り上げる可能性が出たが、翌10月1日からは14時台が「情報ライブ ミヤネ屋」、15時台（14:55 - 15:48）がドラマの再放送枠（「ゴゴドラ!」）になった（ただし、ドラマ再放送枠と本番組の間をステブレレスとして放送開始時間を15:48に繰り上げている。また、2007年12月25日 - 27日の「ミヤネ屋」の15:48までの放送時間延長の際もステブレレスでそのまま本番組に切り替わっている。ちなみに終了時には「どさんこワイドはこのあとすぐ。」の予告テロップが表示された）。なお、2008年2月8日で「ゴゴドラ!」は終了、同月11日からは「ミヤネ屋」が正式に放送時間を拡大して15:48までネットされるようになったため、同番組終了後ステブレレスでそのまま本番組に入る（15:30頃に「情報ライブミヤネ屋」放送時にL字画面でテレビ欄と同じ予告のテロップを表示している）。
クイズコーナーとして17時台に「奥さん お絵かきですよ」（当初は「奥さん かけたら万」）というのがあり、共に高額賞金となると100人を超える挑戦希望者が集まることがあり、また、会場の札幌駅前には度々修学旅行生が詰め掛ける。そのために、学校名を書き込むことができるボードが用意されている。なお、2011年7月8日の函館駅前からの放送ではスペシャル版として「奥様旬感当てたら万」は1問正解で1万円、2問正解で2万円、3問正解で3万円がプレゼントされ、「お絵かきですよ」は正解すれば3万円がプレゼントされたほか、通常放送と異なり、正解が出なくても積み立てなしとなっていた。また、「お絵かきですよ」は2014年からスマートフォンアプリ（2014年から「奥さんお絵かきですよ!」アプリ、その後2016年に「どさんこアプリ」に移管）による視聴者参加企画が行われており、挑戦中に視聴者が解答を送信して正解するとポイントが付与され、一定のポイント数を貯めるとプレゼント応募権が与えられる。
かつて祝日は不定期で日本テレビ系の特別番組を挟んで放送（15:55で一旦終了し、16:50から再び放送）するため、一部コーナーを休止していた。2019年からは16:50開始に変更された。この場合、どさんこワイドのオープニング映像は17時台にSTVのスタジオに切り替わる際に流れる。16:50には「news every.」のオープニング映像が流れる。
年末年始は原則、本番組が全編休止となるため、休止期間中の北海道のローカルニュース・天気予報は、『news every.（年末年始版）』・『NNNニュース』・『NNNニュース&スポーツ』内のローカル枠で放送する。
時々、芸能人やアーティスト、スポーツ選手がコンサートなどのイベントで北海道に来た時に本番組にゲストとして出演することもある（その時には「奥様ここでもう一品」のコーナーに星澤幸子と同じエプロンを付けて一緒に料理することもある）。
不定期で、「どさんこドキュメント」としてニュース特番を放送している。
18:15より自社制作のナイター番組を放送する場合、news every.第3部のNNN枠の後に一切のエンディング無しにステブレレスで番組が切り替わる（この場合「きょうコレ」はネット休止）。

## 主なコーナー
- 特集
- 中継
- GO!GO!スポーツ
  - 月曜17:20頃に放送する北海道関連のスポーツ情報を伝えるコーナー。
- どさんこ調査隊
- ほっかいどう情熱市場（テレビショッピング）月曜のみ
- 街角30秒勝負
  - 札幌駅前（現在はSTVホール前）からの中継で、1組につき30秒以内で各種告知を行うPRコーナー。「よーいドン」の掛け声で開始し、10秒前からカウントダウンの時報音が流れ締められる。
- news every.（日本テレビからの同時ネット）
  - リアルタイム字幕放送実施。
  - 放送時間
    - 第2部 16:45 - 17:13ごろ（「every TIME5」コーナー途中まで）2021年11月下旬よりネット時間を再度変更。
    - 第3部 17:53 - 18:15（NNN枠）、18:50ごろ - 18:57ごろ「きょうコレ」
    - 重大ニュース発生時は第1部のニュース、「ナゼナニっ？」（15:50 - 16:10ごろ）をネットすることがある。
    - 18:33 - 18:38ごろに、「気になるミダシ」を時差ネットする場合がある。
    - 2018年6月7日は、『every.』にキャスターとして出演していた小山慶一郎が、自身の未成年女性への飲酒強要問題について同番組内で謝罪を行ったことを受け、16:00ごろから第1部の冒頭数分間を臨時に録画ネットした。
    - 2018年7月6日は、オウム真理教、西日本豪雨に関するニュースを伝えるため16:17 - 18:15まで時間拡大ネットした。（16時台の「木原さんのお天気」は差し替え）
    - 2018年9月6日、2019年4月1日・4月30日・5月1日、2020年3月11日、2022年2月24日は、「news every.第2部」がNNN枠となるためフルネット。
    - 2019年10月22日は、番組を休止し、木原さんのお天気を除いて全編フルネット。
    - 2020年2月10日から「きょうコレ」をコーナー途中までネット開始。
    - 2020年4月17日までは、第2部は17:06前後に飛び降り、不定期でevery.time5を同時ネットしていた。NNN枠となった場合は臨時フルネットで放送するが、木原さんのお天気は差し替えていた。
    - 2020年4月20日 - 7月3日は第2部を「木原さんのお天気」を除いてフルネットしていた。
    - 2020年7月6日 - 7月31日までは、第2部は17:40ごろ（「気になるミダシ」コーナー終了までネット受け）までネットしていた。
    - 2020年8月3日 - 9月11日までは、第2部は16:50 - 17:13頃と17:27 - 17:38頃にネットしていた。
    - 2020年9月14日 - 9月18日までは、第2部は16:50 - 17:25ごろ（「カルスポっ!」コーナー終了まで）、17:33 - 17:38ごろ（「気になるミダシ」途中まで）をネットしていた。
    - 2020年9月21日、22日は第2部を木原さんのお天気を除いてフルネット。
    - 2021年5月24日から6月25日までの第2部は、16:50 - 17:35頃、木原さんのお天気を除き同時ネット。
- どさんこ☆キッチン（放送開始から2022年3月までは「奥様ここでもう一品」）
  - 料理研究家・星澤幸子による料理コーナー。17時20分ごろ（「news every.」第2部ネット終了後）から放送。2019年10月からは金曜のみ星澤の息子で料理研究家の星澤雅也が担当、星澤幸子は月 - 木曜の出演に変更された。
- 奥さんお絵かきですよ!→電話でお絵かきですよ!
  - 札幌駅前から抽選で選ばれた1名の一般人が出題者となって1分間の制限時間でお題に沿った絵を描き、出題者が呼びだした電話解答者が生放送を見ながらお題を当てるクイズ企画[18]。2000年秋の番組リニューアルにあたり「かけたら万」の後継企画として開始、「お絵かきはシンプルだが奥が深い、描く人の技量や想像力や人柄がにじみ出て見ている側も色々な感情が湧き動きもあり見栄えする」といった理由で描画によるクイズとし、問題は中継を担当する現場班が毎日考案し辞書に載っている・子供や老人でもわかる・簡単過ぎないといった基準での議論やチェックを行い決定される[18]。
  - 合言葉として番組側が「奥さん」とコールし回答者が「お絵かきですよ!」と答えると5000円分の商品券、更に絵問題を正解した場合は賞金1万円が与えられる。不正解の場合は翌日に繰り越され最大10万円まで積み立てられる。問題となる絵を描く際に文字・数字を描くことは禁止されている。制限時間内の解答可能数に上限はなく、制限時間終了後に改めて最後の解答を行い正答が出ないと終了となる。
  - また駅前中継では札幌に来た修学旅行生が詰めかけることもあり[18]、キャリーオーバーにより最高賞金の10万円のプレゼントとされた2015年9月16日には過去最多の758名の参加希望が寄せられた[14]。
  - 2014年9月からはスマートフォンアプリでの解答受付を開始[19]、2016年からは番組スマートフォンアプリ「どさんこアプリ」を用い、正解しポイントをためるとSTVの番組ノベルティなどのプレゼントに応募が可能となっている。2024年時点では1日に1万2000人から3000人がスマートフォンアプリでの解答応募に参加している[18]。
  - 2020年には新型コロナウイルスに伴い電話応募（当初は葉書応募）の中から抽選で選ばれた視聴者1名が解答する形式で行われ[18]、3月26日から札幌駅前中継中止の代替として「電話でお絵かきですよ!」に改題しSTV本社ロビーにて札幌周辺の店主やタレントなど「〇〇ウィーク」として週毎のテーマに沿った日替わりゲスト1名による描画を、ゲストによるパフォーマンス等の活動紹介を行った後解答者と電話をつなぎ出題に移る形としている。17時35分ごろから放送。
  - 2022年10月10日には、挑戦希望者を事前募集した上で新型コロナ以来2年8か月ぶりに札幌駅前での中継で開催。その後同様の形で祝日を中心に月1回の頻度の後、2024年からは毎週金曜を札幌駅前中継による一般参加制としている。
- 天気予報
  - 16時台は16:35ごろから、17時台は17:45ごろから放送。札幌駅前からの中継で伝える。
  - 18時台は18:40ごろから放送。ニューススタジオから伝える。このコーナー終了後、ステブレレスで「きょうコレ」をネット受け。
- STVニュース
  - 16時台は、番組冒頭で放送。
  - 17時台は、17:30頃 - 17:35頃に放送。
  - 18時台は、18:15 - 19:00に放送。
  - 出演者：宮永真幸
  - 全国に関連した特集は「news every.｣の特集をナレーション、一部の字幕、every.のフォーマットを差し替えて放送することがある。また、特集を時差ネットで放送する場合もある。18時台もメインキャスターの福永・村雨は出演するが、18時台はニュースキャスターの宮永がメインで進行する。

## 出演者

### メインキャスター・リポーター
- 福永俊介（STVアナウンサー） - 2021年5月中旬から6月25日までおよび2022年1月24日から3月18日までの間は、16時台・17時台のみ出演。
- 村雨美紀（STVアナウンサー） - 2021年5月中旬から6月25日までおよび2022年1月24日から3月18日までの間は、16時台・17時台のみ出演。（STVストレイトニュース11）と兼務。

### ニュースキャスター
- 宮永真幸（STVアナウンサー） - 2012年より16・17時台のニュース担当、18時台メイン。2024年4月よりSTVストレイトニュース11と兼務。

### リポーター・街角（JR札幌駅南口→STVホール前）
- 岡崎和久（STVアナウンサー） - 各地からの中継を主に担当。福永が休演する日は代演する場合がある。
- 北本隆雄（STVアナウンサー） - 各地からの中継を主に担当。街角やニュースを担当することもある。
- 宮崎愛瑠（STVアナウンサー） - お絵かきですよ・天気コーナーを担当する。2024年4月 - 。
- どさんこ君（番組並びにSTVのマスコットキャラクター・道産馬の着ぐるみ）

### フィールドキャスター
- 兼子真衣（STVアナウンサー）2022年4月 - 。（2021年5月中旬から6月25日まで18時台のニュース担当として出演、2025年1月よりお絵描きですよ・お天気コーナーを担当）
- 油野純帆（STVアナウンサー）2024年4月 - 。

### クッキングキャスター
- 星澤幸子（料理研究家・2019年度より月 - 木曜担当）[20][21][22]

番組開始当初から料理コーナー「奥様ここでもう一品」並びに「どさんこ☆キッチン」のコーナーを基本的に生放送で担当し続けており、長期にわたる料理生番組への出演がギネス・ワールド・レコーズにて世界一と認定された。生放送中に調味料の入れ忘れ等の数々のミスをするために、日本テレビ系列で放送されるNG番組に常連的にそのシーンが放送されている。
- 星澤雅也（料理研究家・2019年度より金曜担当）

### ウェザーキャスター
- 上原諒（気象予報士）2024年4月1日 - 。

### リポーター
- ようへい - 「どさんこ調査隊」担当。
- アルマン芽衣 - 旅コーナー、浜直コーナーを担当。
- 佐藤かなん - 2020年10月より特集コーナーを担当。
- あまやひでおき - 「どさんこネイチャー」や「ポツンと一軒湯」、温泉リポートや対決コーナーを担当。
- 山内惠介 - 演歌歌手で、元々はSTVラジオ『山内惠介の歌一本勝負』のパーソナリティ。どさんこワイドの中継などで不定期で出演していたが、2009年4月よりリポーターとして不定期出演。現在は新曲発表などで不定期出演。
- 宇都宮庸子 - 元STVアナウンサーで野菜ソムリエ。「ときめき野菜通信」担当。
- EXILE SHOKICHI - 苫小牧市出身のEXILEメンバー、みらい応援キャスターとして『EXILE SHOKICHI みらいの空』担当 不定期で生出演（VTR出演もあり）[23]。
- 杜このみ - 旅コーナーを不定期に担当。
- 滝谷美夢 - 2024年4月より旅コーナー「滝谷美夢のどさんこピカイチ旅」を担当[24]。
- 木村洋二（元STVアナウンサー、現：STVラジオ取締役エグゼクティブアナウンサー[注 1]）[20][21] - 2018年に休養から復帰以降は「てくてく洋二」を担当。番組開始当初から出演し、初期は明石と隔週交代でスタジオ進行・街角中継（札幌駅前）を担当していた。
- 明石英一郎（元STVアナウンサー・現：札幌映像プロダクション専務取締役エグゼクティブアナウンサー）[20][21] - 2020年9月末日付でSTV定年退職後、10月から復帰し「ためらい食堂」・「どさんこタイムトラベラー」を担当。番組開始当初から出演し、初期は木村と隔週交代でスタジオ進行・街角中継（札幌駅前）を担当していた。2011年3月25日の一時卒業から復帰までの間も「広告探偵団」のナレーションなどで出演。
- 熊谷明美（STVアナウンサー）「どさんこレコーダー」を担当。

### コメンテーター
- 白井一幸（元北海道日本ハムファイターズ、野球解説者） - 2018年4月2日より毎週月曜日に出演。

## 過去の主な出演者

### メインキャスター
- 谷口祐子（元STVアナウンサー）[20][21][22] - 1991年10月 - 2000年9月。2010年8月23日より毎週月曜日の「ぞっこん!ほっかいどう情熱市場」情熱ハンターを歴任。
- 中島静佳（元STVアナウンサー・現：フリーアナウンサー） - 2000年10月 - 2004年3月。
- 高山幸代（STVアナウンサー） - 2004年4月 - 2006年9月。STVラジオ「千ちゃんの幸せラジオドーム」を担当するため降板。
- 近藤麻智子（元STVアナウンサー、NSTアナウンサーを経て・現：フリーアナウンサー） - 2006年10月 - 2009年3月26日。
- 寺田あやこ（元STVアナウンサー・現：フリーアナウンサー） - 2006年10月 - 2010年3月26日、木・金曜担当。
- 山藤みち（元STVアナウンサー・現：フリーアナウンサー） - 2010年4月 - 2012年9月、主に特集や「ぞっこん!スポーツ」、急式のリリーフなども担当。
- 大家彩香（元STVアナウンサー・現：フリーアナウンサー） - 2013年4月4日 - 2014年3月28日、木・金曜担当。2012年10月1日 - 2013年3月27日は街角中継レポーターを担当。
- 八木菜摘（元STVアナウンサー） - 2012年4月2日 - 2015年7月31日、木・金曜担当。
- 松下祐貴子（元STVアナウンサー・現：フリーアナウンサー） - 2014年頃 - 2018年3月30日、月 - 水曜日担当→月 - 金曜日担当。2008年10月6日 - 2010年3月25日は街角中継レポーターを担当。

### 街角
- 松原江里佳（元STVアナウンサー・現：フリーアナウンサー） - 2012年10月 - 2013年3月、水 - 金曜担当。
- 工藤聖太（STVアナウンサー） - 2018年4月 - 2018年9月28日。
- 佐藤宏樹（STVアナウンサー） - 2018年4月 - 2018年9月28日。

### GO!GO!スポーツキャスター
- 小出朗（元STVアナウンサー・現：フリーアナウンサー） - 2021年9月まで。2011年3月28日 - 2012年3月30日は街角・生中継を担当していた。
- 神谷誠（元STVアナウンサー） - 街角・生中継を担当していた時期あり。
- 佐々木美波（STVアナウンサー）2019年10月 - 2025年3月（以前はフィールドキャスターを担当していた。2025年4月 - スポーツキャスターに異動）。

#### コメンテーター
- 中西章一 - 番組初期の数年間コメンテーターとして出演した[20]。（番組初期に星澤幸子が休みの際に代理担当）
- おすぎ - 1999年頃まで、ほぼ毎週火曜に出演。
- 相馬暁 - 北海道立農業試験場を経て拓殖大学北海道短期大学教授。北海道立上川農業試験場長在籍中から「やさい博士」として出演し、北海道産の農産物を紹介した。「奥さん!」と呼び掛ける明るいキャラクターで親しまれたが、すい臓がんのため2005年3月10日に逝去し、後にがんと戦いながら若手就農者の育成に尽力した相馬の足跡を追った特別番組が「どさんこワイドスペシャル」として放送された。
- 田中義剛 - 「花畑通信」「田中義剛のこだわりネットワーク」などを担当していた。
- 河村通夫 - 自然食料理の調理実演を担当していた。但し不定期出演。

#### リポーター
- 玄武（元大相撲力士） - リポーターとして初期から2004年頃まで出演。
- アップダウン・タカアンドトシ - 吉本興業札幌事務所時代に「駅笑TV」コーナーを担当。ともに上京したため降板。
- 萩原隆雄（元STVアナウンサー） - 1993年10月の「どさんこワイド212」開始時より暫くの間、北海道内の市町村からの中継を担当。
- 船守さちこ（元STVアナウンサー・現：フリーアナウンサー） - 「どさんこワイド212」開始時より暫くの間、札幌市内や近郊の団地からの中継などを担当。
- BEN - リポーター。2002年10月に降板、その後、HTBの「朝情報 おはよう!遠藤商店」や「イチオシ!」に出演していた。
- カントリー娘。 - デビュー前から2002年頃まで「義剛の花畑通信」などに不定期出演していた。
- 佐藤重幸（現：戸次重幸）（TEAM-NACS、俳優・タレント） - 1997年から、アポなし突撃取材のVTRコーナー「シゲのおじゃ街」などを担当していた。2005年3月をもって俳優・タレント活動に専念するため降板。
- ヤマザキマリ（漫画家） - 旅行・温泉などのレポートを担当。
- 田岡みゆき - ベストショッピングの担当者で、2006年9月まで担当。
- 小寺郁子 - 元STVアナウンサー。特集を担当していた。現在は不定期でニュースを担当する。
- とついようこ - ローカルタレント。浜直など海の幸コーナーを担当。後に「ウイークエンドバラエティ 日高晤郎ショー」のアシスタントを担当した。
- 西森ちほ（元STVアナウンサー） - 主に特集や急式のリリーフなどを担当。
- 大慈弥レイ（元STVアナウンサー・現：フリーアナウンサー） - 2016年3月までも番組に出演していたが、2018年4月より復帰、2019年3月STV退社のため降板。「どさんこ釣〜りんぐ」を主に担当。
- 吉川典雄（STVアナウンサー） - 2013年4月 - 9月に金曜日中継リポーターを担当。なお、同時期から月 - 木曜日まではSTVラジオ「どさんこラジオ」のメインパーソナリティーも担当。
- 三好りさ（関連会社オフィスサッポロ所属のSTV契約アナウンサー） - 「釣〜りんぐ北海道」終了後の2008年3月30日木村・明石・寺田アナとの札幌市内移動中継で初登場。2014年退社。
- 川嶋留美 - 水曜日16時台に放送されている「広告探偵団」にようへいと共に不定期で出演。以前はベストショッピングの担当を2006年10月から2007年9月まで担当した。
- 大森健作（元コンサドーレ札幌、サッカー解説者） - 月曜日の「ぞっこん!ファイターズ&コンサドーレ」キャスター。
- 稲田直人（元北海道日本ハムファイターズ、野球解説者） - 月曜日の「ぞっこん!ファイターズ&コンサドーレ」キャスター。
- 田中美保 - 2015年4月より加入[25]。「Happyほっかいどう」を主に担当。2018年頃まで出演。
- 上野ゆかり - 2019年4月 - 9月まで特集を担当。
- 急式裕美（当時STVアナウンサー・現：STV報道部記者）2009年3月30日 - 2012年3月30日は月-水曜のメインキャスターを担当。同年4月より、旬の話題を掘り下げて取材し、その裏側に迫るコーナー「知りたい!」などを担当。2020年4月20日から8月28日まで18時台のニュースを担当。
- 木戸聡彦（STVアナウンサー） - 奥さんお絵描きですよ（現：電話でお絵描きですよ）やお天気コーナーなどを担当。福永が休演する日は代演などを担当。2015年9月 - 2024年3月29日。

#### ニュースキャスター
- 熊坂伸広 - 報道デスク（ニュースキャスター）[20][21][22]、初期から2001年3月。
- 春日和彦 - 報道デスク（ニュースキャスター）、2001年4月から2006年9月。
- 和久井薫（元STVアナウンサー・現：フリーアナウンサー） - 2006年10月から2011年3月。2011年度もコメンテーターとして18時台のみに出演。かつて番組初期に放送していた『ちょっと和久井の2時ですよ』末期の名物コーナーから引き継いだ「観さん神さんの姉妹占い」の司会も担当。
- 森中慎也（元STVアナウンサー・現：日本大学藝術学部放送学科教授、キャスター）[22] - 2011年3月から2012年9月。

#### フィールドキャスター
- 久保明日香（STVアナウンサー）2020年10月 - 2022年9月。2022年1月24日から3月18日までの間は、18時台のメインキャスターも兼任。
- 西尾優希（STVアナウンサー）2022年10月 - 2024年12月（お絵描きですよ・お天気コーナー担当）。

#### ウェザーキャスター
- 猪俣竜彦 [22] - 日本気象協会北海道支社所属の気象予報士。初期から2003年9月まで「ヤン坊マー坊天気予報」など天気コーナーを担当した。現在はラジオ番組を中心に担当している。
- 大久保智子 - 日本気象協会北海道支社所属の気象予報士。2007年4月から2012年9月まで「ヤン坊マー坊天気予報」など天気コーナーを担当した。活動拠点を北海道外に移してからは「久保智子」名義で活動している。
- 北原宏之 - 日本気象協会北海道支社所属の気象予報士。2013年3月まで「ヤン坊マー坊天気予報」など天気コーナーを担当した。2015年4月から2016年9月まで金曜日担当として再出演。
- 岡本肇（日本気象協会北海道支社所属 月 - 水曜）2012年10月 - 2019年3月。
- 田嶌恵（日本気象協会北海道支社所属 木・金曜）2016年10月 - 2019年3月。
- 一木玲美（気象予報士・防災士、旧姓：土井）2019年4月 - 2022年9月30日。
- 櫻庭章彦（気象予報士・防災士）2019年10月 - 2023年3月14日。一木・山本が休演する日のみ出演。『どさんこワイド朝』にも出演。以前は裏番組である『イチオシ!』（HTB）に出演していた。
- 山本義幸（気象予報士）2022年10月3日 - 2024年3月29日。

## 「きょうのどさんこ」
かつて毎週月曜は11時52分、火 - 金曜は11時46分（正しくは47分）から「どさんこワイド」のキャスターがその日の15時48分から放送される内容を紹介するミニ番組を放送していた。
また2010年5月11日から火 - 金曜日は「どさんこワイド」の初代サブキャスターだった谷口祐子アナウンサーが「情熱ハンター」として北海道各地をまわり、「北海道（産地のほか、加工技術など）」にこだわった逸品を紹介する「ぞっこん!ほっかいどう情熱市場」（テレビショッピング）を放送。2013年4月からは、2代目ハンターとして千秋幸雄、宮田愛子の両アナウンサーが担当している。
また、「きょうのどさんこ」で内容を紹介するキャスターも生放送で同じスタジオで行っているため、引き続き出演している。但し祝祭日は休止。なお、2011年3月28日から2016年9月30日までは11時29分から「どさんこワイドひる」として、ニュースときょうの「どさんこワイド」の予告を放送していた。
現在は15秒のCMを番組のローカル枠などで放送し、「どさんこワイド179」の放送内容を予告している。

## 「ぞっこん!ほっかいどう」プロジェクト
2008年にSTVが開局50周年を迎えた事を記念し、「ぞっこん!ほっかいどう」プロジェクトを展開した。

### ぞっこん!ほっかいどうキャラバン
2008年、洞爺湖町・奥尻町・清水町・鶴居村へメインキャスター陣が移動しての生中継。旬なご当地情報を全道に届けた。
2011年、2008年同様スタジオを飛び出し道内の各市町村へメインキャスター陣が移動し生中継を行っている。また通常の「どさんこワイド179」のキャスター陣に加え、「どさんこワイド!!朝!」のキャスターも1名加わり出演している。
- 7月8日 - 函館市からニュース以外全編14:55からの拡大で生中継。またこの日の「どさんこワイド!!朝!」「どさんこワイドひる」も函館から中継。「奥様旬感!当てたら万」「奥さん お絵かきですよ」は函館駅前で行った。木村洋二・明石英一郎（「どさんこワイド!!朝!」）福永俊介・岡崎和久・急式裕美・山藤みち・小出朗・和久井薫（ここまでアナウンサー）・星澤幸子・大久保智子予報士がそれぞれ担当。
- 8月4日 - 斜里町から生中継。函館市の時と違い、放送開始時刻は通常の15:48で一部のコーナーとキャスターのみ斜里から中継。「奥さん お絵かきですよ」のみ斜里の道の駅から行った。福永俊介・急式裕美・小出朗・八木菜摘（「どさんこワイド!!朝!」）・星澤幸子がそれぞれ担当。
- 10月7日 - 帯広市から函館市同様14:55からの拡大で生中継。「奥様旬感!当てたら万」「奥さん お絵かきですよ」は帯広駅前で行った。木村洋二・福永俊介・岡崎和久・急式裕美・西森ちほ・小出朗・神谷誠（「どさんこワイド!!朝!」）・和久井薫（ここまでアナウンサー）・宇都宮庸子・星澤幸子・大久保智子予報士がそれぞれ担当とのこと。

### プロデュースドラマ
第1弾「桃山おにぎり店」
日本の情報番組では初の試みとなるミニドラマを制作。2008年10月6日「どさんこワイド」放送18年目突入と同時に2週間（10月17日まで）全10回放送。札幌市内を中心に撮影され、エキストラを含め、登場した出演者全員が道産子である。舞台となったおにぎり店は札幌市内の元菓子店を改造したものだが、あまりの完成度に撮影中、おにぎりを求めて本当に客が来たという逸話もある。生放送を得意とする同局において、ドラマ制作は久しく行われていなかったが、この年の「東京ドラマアウォード2009」にてローカルドラマ賞を獲得したほか、作中の照明技術に対し、第28回日本照明家協会賞テレビ部門の努力賞も受賞している。子役時代の久保田紗友が出演した。
第2弾「アキの家族」
2010年4月2日より16日まで毎週金曜全3回放送。前作の「桃山おにぎり店」同様、札幌市内を中心に撮影され、エキストラを含め、登場した出演者全員が道産子である。この「アキの家族」の放送中、4時台の「当てたら万」は金曜のみ休止。また5月22日に総集編を放送した。

## 歴代プロデューサー
- 笹原嘉弘（初代）
- 大澤宏一

## 関連書籍
- どさんこワイド212マガジン しゃべっていじめ（1996年 札幌テレビ放送）
- THE・技盗む! 家庭でできる本格プロ料理（1999年 ブックマン社 ISBN 978-4893083609）
- STVどさんこワイド212が本になりました（2001年 イエローページ）
- STVどさんこワイドがラーメンの本を作りました 絶対外さないラーメン選び北海道版（2004年 イエローページ ISBN 978-4900835276）
- 地球の歩き方 J05 北海道2023～2024（2022年 学研プラス ISBN 978-4058018224）
- 地球の歩き方 J09 札幌・小樽　札幌10区・北広島・登別・余市・ニセコ・積丹　2024～2025（2023年 Gakken ISBN 978-4058020586）

「奥様ここでもう一品」関連
いずれもイエローページ刊。
- 星澤幸子"ここでもう1品"読本 美味しく、たべよ。(1995年4月)
  - 星澤幸子"ここでもう1品"読本 美味しく、たべよ。2（1996年）
- 星澤幸子のわくわくレシピ
- #手軽で簡単すぐおいしい編（1998年）
- #あっという間の酒の肴編（1998年）
- #美味しい料理はヘルシー編（1999年11月 ISBN 978-4900835054）
- 星澤幸子の大地のレシピ 奥様ここでもう一品読本（2003年9月 ISBN 978-4900835207）
  - 星澤幸子のあさ!ひる!ばん!ごはん 奥様ここでもう一品読本 大地のレシピ2（ISBN 978-4900835320）